# Richard Chenevix Trench
Richard Chenevix Trench (9. september 1807 i Dublin—28. marts 1886 i London) var en irsk gejstlig og forfatter.
Trench studerede teologi og blev præst, senere domprovst i Westminster og 1864 ærkebiskop i Dublin. Efter i sin ungdom at have udgivet nogle bind digte: Justin Martyr, and other Poems, Elegiac Poems og Poems from Eastern Sources, hvor han viste sig som en talentfuld elev af Wordsworth, lagde han sig efter sproglige studier og udgav The Study of Words (1851), English, Past and Present (1855) og A Select Glossary of English Words (1859), der alle er optrykte adskillige gange. Hans foredrag On some Deficiencies in our English Dictionaries (1857) gav det første stød til den store Oxford English Dictionary.